# Posthumanisme
 Der er for få eller ingen kildehenvisninger i denne artikel, hvilket er et problem. Du kan hjælpe ved at angive troværdige kilder til de påstande, som fremføres i artiklen.

|  | Denne artikel bør ikke forveksles med posthumanisme inden for biologi/teknologi. For denne betydning se eventuelt transhumanisme |
I litterær og kritisk teori er Posthumanisme en filosofi fra det sene 20. århundrede og tidlige 21. århundrede. Filosofien følger efter den filosofiske humanisme. Filosofien henviser til at mennesket hverken har nogen særstilling eller nogen særrettigheder i forhold til de øvrige arter, eller naturen, her på kloden. Altså en anti-tese til nogle kernepunkter (videreført fra religionen) i det meste af den klassiske humanisme. Gruppen af filosoffer, der har beskæftiget sig med netop dette spørgsmål inkluderer Theodore Schatzki, Herman Dooyeweerd, N. Katherine Hayles og Donna Haraway.
| filosofi | Spire Denne filosofiartikel er en spire som bør udbygges. Du er velkommen til at hjælpe Wikipedia ved at udvide den. |